# 春牟古丹岳
春牟古丹岳（日语：／）或谢韦尔金火山（俄語：Вулкан Севергина）是春牟古丹岛的火山，属萨哈林州北库里尔斯克区，海拔1157米，由安山岩熔岩组成。1933年的喷发使该火山的海拔从1213米减少为今天的高度。俄名以瓦西里·米哈伊洛维奇·谢韦尔金命名。